# AVない奴ら
『AVない奴ら』（あぶないやつら）は、みやすのんきによる日本の漫画作品。『週刊ヤングジャンプ』（集英社）2000年42号 - 2001年25号連載。続編の『もっとAVない奴ら』も本項で扱う。

## 概要
AVプロに騙され、AV男優にされたフリーター新井健太と、製作プロ「ファンシープロモーション」の物語。好評だったが、『ANGEL』が「有害図書」に認定された余波で書店締め出しを恐れた編集部が内容の自粛を要請するも、会議は平行線を辿り間もなく連載は終了し、長らく絶版になっていた。
それでも、みやすはこの作品に愛着があり、数年後に自費出版で愛蔵版「AVない奴ら 完全版」を発売。その後も続編『新・AVない奴ら』、女優スカウトの実態を描いた『もっとAVない奴ら』、漫画サンデーにて、女流監督版スピンオフ『AVない奴ら ガールズサイド』や、2008年に魚谷輝明（主演）、琴乃、相崎琴音、キヨミジュン、桜木凛出演で原作を元に実写化されVシネマとして発売された。

## 登場人物
新井健太
宮城県仙台市出身。早稲田大学を経て、一流銀行の「ナツメ銀行」に勤めるが、失敗の連続で駄目社員に認定されリストラ。その後、ファンシープロに機材運びの仕事をするが、騙されてAV男優にされてしまう。他のスタッフに比べて誠意がある、顔が良かった、巨根等で女性に人気があり、結果的に清純派アイドルとできた事に役得したと感じる事も。後に「鬼畜AV監督の帝王」と呼ばれるようになる。毎回顔をバラさない約束を結ぶが顔をバラされる。
根津
ファンシーの下っ端。ドレッドヘアーに丸眼鏡の肥満体型。下働きで新井の付き添いも多い。
宇治谷
ファンシーの上司。いつも作務衣にタオルバンダナで仕事をしている。
山神
ファンシー社長。いつも仕事に厳しいが拝金主義を嫌う一面もある。

### AVない奴らガールズサイド
皇月さつき
新井の隣の高級マンションに住むゲリラ撮影専門のAV監督。初回に無防備に着替える所を新井に覗かせたり、メイド喫茶へ誘うなど巧みに誘惑し遂に新井とのハメ撮りに成功する。後に「AV界で女帝として君臨する女」とのこと。女性相手にも行ない、レズプレイでイカせたり指マンもお手の物の22歳。

## もっとAVない奴ら

### 概要
『東京都:公衆に著しく迷惑をかける暴力不良行為等の防止に関する条例』制定の中、AV勧誘に携わるスカウトマンの苦悩を描く。

### 登場人物
北見源太
北海道から成功を夢見て、霊感商法に引っかかり、多額の借金を背負わされてしまい、やむなくスカウトマンに。苦肉の策で上京した元野球部マネージャー『夏野可奈』をスカウトし、本番もないのに、大ヒットし月9ドラマのヒロインに抜擢されるまでの活躍をし、DVD一本500万円で内、15％の収入（75万円）で小さなオフィスを構えるまでになった。

## 実写版
R-18指定作品。エースデュースエンタテインメントよりDVDで2008年10月17日リリース。

### スタッフ
- プロデューサー：大橋孝史 / 川島正規
- 監督：小林憲史
- 原作：みやすのんき

### キャスト
- 新井健太：魚谷輝明
- 琴乃
- キヨミジュン
- 相崎琴音
- 桜木凛